# Arbutus pavarii
Arbutus pavarii là một loài thực vật]] thuộc họ Ericaceae. Đây là loài đặc hữu của Libya.